# Čagisejka
La Čagisejka (in russo Чагисейка? in lingua selcupa: Т́аггызий Кы, "fiume poco profondo") è un fiume della Russia siberiana occidentale, affluente di destra del Ket'. Scorre nel Verchneketskij rajon dell'oblast' di Tomsk.
Il fiume ha origine dalla palude Čagisa nella pianura del Ket' e del Tym (pianura Ketsko-Tymskaja, Кетско-Тымска равнина) e scorre con direzione meridionale in un'area disabitata; sfocia nel medio corso del Ket' a 722 km dalla foce. Il fiume ha una lunghezza di 143 km e il suo bacino è di 781 km².